# Vanaküla (bei Pürksi)
Koordinaten: 59° 7′ N, 23° 35′ O
Vanaküla (schwedisch Gambyn) ist ein Dorf (estnisch küla) in der Landgemeinde Lääne-Nigula (bis 2017: Landgemeinde Noarootsi) im Kreis Lääne in Estland. Vanaküla ist nicht zu verwechseln mit dem gleichnamigen Dorf nahe Martna, das ebenfalls in der Landgemeinde Lääne-Nigula liegt.

## Einwohnerschaft und Lage
Der Ort hat sieben Einwohner (Stand 31. Dezember 2011).
Der Ortsname ist offiziell zweisprachig estnisch und schwedisch, da das Dorf bis 1944 zum traditionellen Siedlungsgebiet der Estlandschweden gehörte.

## Natur
Von Vanaküla aus führt ein 4,5 Kilometer langer Wanderweg in das ausgedehnte Sumpfgebiet von Leidissoo. Er dient vor allem der Beobachtung von Kranichen, Schwarzspechten und Ziegenmelkern.